# Ashok Mehta
Ashok Mehta (* 1947 in Punjab, Indien; † 15. August 2012 in Mumbai, Maharashtra, Indien) war ein indischer Kameramann, Filmregisseur, Drehbuchautor und Filmproduzent, der zweimal den Silver Lotus Award des National Film Award gewann.

## Leben
Mehta begann seine Karriere in der Filmwirtschaft Indiens 1978 als Kameramann beim Film Lal Kothi sowie als Produktionsmanager für den Film Karmayogi.
1981 erhielt er erstmals den National Film Award für die beste Kamera (Silver Lotus Award), und zwar für den Farbfilm 36 Chowringhee Lane der Regisseurin Aparna Sen mit Jennifer Kendal und Dhritiman Chatterjee in den Hauptrollen.
Für die Kameraführung in Trimurti (1995) von Mukul Anand mit Shah Rukh Khan und Jackie Shroff gewann Mehta, der in den Filmen Ijaazat (1987) und Dil Tera Aashiq (1993) als Schauspieler mitwirkte, 1996 den Star Screen Award für die beste Kamera. 1997 wurde er mit dem Filmfare Award für die beste Kamera in dem Film Bandit Queen (1994) über Phoolan Devi von Regisseur Shekhar Kapur mit Seema Biswas und Nirmal Pandey in den Hauptrollen geehrt.
Einen weiteren National Film Award für die beste Kamera bekam er 2001 für Moksha: Salvation, bei dem er sowohl Filmproduzent war und Regie führte als auch das Drehbuch verfasste. Die Hauptrollen spielten Arjun Rampal und Manisha Koirala.
Weitere bekannte Bollywood-Filme, bei denen er als Kameramann mitarbeitete, waren Gupt: The Hidden Truth (1997) von Rajiv Rai mit Bobby Deol und Kajol, Gaja Gamini (2000) von Maqbul Fida Husain mit Shah Rukh Khan und Madhuri Dixit, Nur dein Herz kennt die Wahrheit (2003) von Naresh Malhotra mit Aishwarya Rai und Arjun Rampal, Chalte Chalte – Wohin das Schicksal uns führt (2003) von Aziz Mirza mit Shah Rukh Khan und Rani Mukerji, Kisna – Im Feuer der Liebe (2005) von Subhash Gai mit Vivek Oberoi und Isha Sharvani und No Entry – Seitensprung verboten! (2005) von Anees Bazmee mit Anil Kapoor und Salman Khan.

## Auszeichnungen
- 1981: National Film Award für die beste Kamera
- 1995: Star Screen Award für die beste Kamera
- 1997: Filmfare Award für die beste Kamera
- 2001: National Film Award für die beste Kamera

## Filmografie (Auswahl)
- 1978: Lal Kothi
- 1981: Kalyug
- 1984: Paroma
- 1987: Susman
- 1993: Khal Nayak
- 1994: Bandit Queen
- 1995: Trimurti
- 1997: Gupt: The Hidden Truth
- 2000: Pukar
- 2000: Gaja Gamini
- 2001: Moksha: Salvation
- 2003: Aaj Ka Andha Kanoon
- 2003: Nur dein Herz kennt die Wahrheit
- 2003: Dil Ka Rishta
- 2003: Chalte Chalte – Wohin das Schicksal uns führt
- 2005: Kisna – Im Feuer der Liebe
- 2005: No Entry – Seitensprung verboten!
- 2006: I See You
- 2008: Kismat Konnection
- 2009: World Cupp 2011
- 2011: Attot Dor